# 碓氷早矢手
碓氷 早矢手（うすい はやて、1971年10月19日 - ）は、日本の男性総合格闘家。神奈川県横浜市出身。和術慧舟會RJW所属。慶應義塾大学文学部英米文学専攻卒業。碓氷ハヤテのリングネームで試合を行ったこともある。

## 来歴
1995年に慶應義塾大学を卒業。講談社に入社。現在も同社に勤めている。
2001年2月26日、ソーチタラダ所属としてJ-NETWORKでキックボクシングデビューし、倉本武皇に0-2の判定負け。
2003年2月6日、プロ修斗デビュー。新人王トーナメント ライト級（-65kg）1回戦で高谷裕之と対戦し、TKO負け。
2004年11月12日、修斗新人王トーナメント ライト級決勝でリオン武と対戦し、右ストレートでTKO負けを喫し準優勝となった。
2006年2月4日、初参戦となったMARSで浅野倫久と対戦し、判定勝ち。
2008年5月3日、修斗で粕谷さかえと対戦し、判定勝ち。2008年5月5日付けで修斗クラスAに昇格。
2008年6月15日、沖縄県・天下一スタジアムで開催されたTENKAICHI fightで熊澤伸哉と対戦し、3-0の判定勝ち。試合結果を受けてMMA全沖縄ライト級暫定王座に認定された。
2009年4月19日、修斗2008年新人王＆MVPの田村一聖と対戦し、0-3の判定負け。

## 戦績

### プロ総合格闘技
| 総合格闘技 戦績 | 総合格闘技 戦績 | 総合格闘技 戦績 | 総合格闘技 戦績 | 総合格闘技 戦績 | 総合格闘技 戦績 | 総合格闘技 戦績 |
| --------------- | --------------- | --------------- | --------------- | --------------- | --------------- | --------------- |
| 19 試合         | (T)KO           | 一本            | 判定            | その他          | 引き分け        | 無効試合        |
| 10 勝           | 0               | 1               | 9               | 0               | 1               | 0               |
| 8 敗            | 2               | 1               | 5               | 0               | 1               | 0               |

| 勝敗 | 対戦相手           | 試合結果                           | 大会名                                                           | 開催年月日     |
| ×    | 田村一聖           | 5分2R終了 判定0-3                  | 修斗 SHOOTO GIG TOKYO Vol.2                                      | 2009年4月19日  |
| ×    | 中村"アイアン"浩士 | 5分3R終了 判定0-3                  | "修斗伝承 05" ROAD TO 20th ANNIVERSARY                           | 2009年1月18日  |
| ○    | 熊澤伸哉           | 5分2R終了 判定3-0                  | TENKAICHI fight                                                  | 2008年6月15日  |
| ○    | 粕谷さかえ         | 5分2R終了 判定2-0                  | "修斗伝承 01" ROAD TO 20th ANNIVERSARY                           | 2008年5月3日   |
| ○    | 石澤大介           | 5分2R終了 判定3-0                  | 修斗 BACK TO OUR ROOTS 07                                        | 2008年1月26日  |
| ×    | 石渡伸太郎         | 5分2R終了 判定0-3                  | 修斗 BACK TO OUR ROOTS 06                                        | 2007年11月8日  |
| ○    | 村山英慈           | 5分2R終了 判定3-0                  | 修斗 BACK TO OUR ROOTS 03                                        | 2007年5月18日  |
| ○    | 喜多浩樹           | 5分2R終了 判定3-0                  | 修斗 BATTLE MIX TOKYO 01                                         | 2007年1月26日  |
| △    | エド・ニューアル   | 5分2R終了 判定1-0                  | Punishment in Paradise: East vs. West                            | 2006年7月21日  |
| ○    | 井上学             | 5分2R終了 判定2-0                  | D.O.G V                                                          | 2006年4月1日   |
| ○    | 浅野倫久           | 5分2R終了 判定3-0                  | MARS in 有明                                                     | 2006年2月4日   |
| ×    | 田村彰敏           | 2R 4:51 スリーパーホールド         | 修斗                                                             | 2005年9月23日  |
| ○    | 溝口なおすけ       | 2R 2:38 チキンウィングアームロック | 修斗 in 福岡 玄海沖地震被災地チャリティイベント                  | 2005年4月23日  |
| ×    | リオン武           | 2R 4:58 TKO（右ストレート）        | 修斗 WANNA SHOOTO 2004 【新人王トーナメント ライト級 決勝】      | 2004年11月12日 |
| ○    | 藤岡正義           | 5分2R終了 判定2-0                  | 修斗 & KAKUMEI KICKBOXING 【新人王トーナメント ライト級 準決勝】 | 2004年10月17日 |
| ○    | 松下剛士           | 5分2R終了 判定2-0                  | 修斗 SHOOTO GIG CENTRAL Vol.5                                    | 2004年3月28日  |
| ×    | 山田啓介           | 5分2R終了 判定0-2                  | 修斗                                                             | 2003年11月25日 |
| ×    | リオン武           | 5分2R終了 判定0-3                  | 修斗 下北沢修斗劇場 第6弾 Shootor's Dream II                     | 2003年5月30日  |
| ×    | 高谷裕之           | 2R 2:06 TKO（パンチ連打）          | 修斗 【新人王トーナメント ライト級 1回戦】                       | 2003年2月6日   |

### アマチュア総合格闘技
| 勝敗 | 対戦相手 | 試合結果                 | 大会名                                                         | 開催年月日    |
| ×    | 菅谷正徳 | 4分1R終了 旗判定1-2      | 第8回全日本アマチュア修斗選手権 【ライト級 1回戦】             | 2001年9月24日 |
| ×    | 孫煌進   | 4分1R終了 ポイント19-21  | 第1回東日本アマチュア修斗選手権大会 【ライト級 準決勝】        | 2001年7月29日 |
| ○    | 岩崎成敦 | 4分1R終了 判定3-0        | 第1回東日本アマチュア修斗選手権大会 【ライト級 2回戦】         | 2001年7月29日 |
| ○    | 風田陣   | 4分1R終了 ポイント26-20  | 第1回東日本アマチュア修斗選手権大会 【ライト級 1回戦】         | 2001年7月29日 |
| ×    | 日沖発   | 1R 4:00 腕ひしぎ十字固め | 第3回中部アマチュア修斗オープントーナメント 【ライト級 1回戦】 | 2001年2月4日  |

### キックボクシング
| 勝敗 | 対戦相手 | 試合結果          | 大会名                          | 開催年月日    |
| ○    | 沼尻紀夫 | 3分3R終了 判定2-0 | J-NETWORK「THE CRUSADE-II」     | 2001年7月17日 |
| ×    | 倉本武皇 | 2分3R終了 判定0-2 | J-NETWORK「MAKING THE ROAD-II」 | 2001年2月26日 |

## 獲得タイトル
- 第1回東北アマチュア修斗オープントーナメント ライト級 優勝（2002年）
- TENKAICHI MMA全沖縄ライト級暫定王座（2008年）